# 高鳳 (東漢)
高鳳（？年—？年），字文通，南陽郡葉縣（今河南省平頂山市）人。年少還是書生時，家中以種田爲業，高鳳專精誦讀，晝夜不息。

## 生平
高鳳的妻子曾經到田裡幫忙，將麥子曬在庭院，讓高鳳看管雞。這時下暴雨，高鳳手持竹竿口誦經書，沒感覺到雨水流到麥子裡。妻子感到奇怪，詢問高鳳，高鳳突然有所領悟。後來就成了名儒，在西唐山中授課。
鄰居有人在爭財産，拿著兵器互鬥，高鳳前往解勸，高鳳不得已脫去頭巾叩頭，請求他們說：「仁義遜讓，怎麼能夠忘了呢？」於是爭鬥者深受感觸，紛紛放下武器向高鳳謝罪。高鳳年老後，堅持志向而不倦，名聲著聞。太守不斷召請高鳳，高鳳擔心無法避免當官，於是自稱高家是巫家，不應該當官，又謊稱與寡嫂爲田打官司，因而不願做官。建初年間，將作大匠任隗舉薦高鳳直言，直到公車，高鳳聲稱有病而逃回家。高鳳將自己的財産全部都給了兄長的孤子。自己隱身於漁釣，後來在家中去世。

## 延伸阅读
[在维基数据编辑]
 《後漢書·卷83》，出自范晔《後漢書》
 《東觀漢記》